# 3780 Maury
A 3780 Maury (ideiglenes jelöléssel 1985 RL) a Naprendszer kisbolygóövében található aszteroida. Edward L. G. Bowell fedezte fel 1985. szeptember 14-én.